# General Bikeshare Feed Specification
General Bikeshare Feed Specification（GBFS）は、世界各地のシェアサイクル事業者がリアルタイムデータを公開するためのオープンフォーマットである。

## 概要
General Bikeshare Feed Specification（GBFS）は、シェアサイクルや電動キックボードなどマイクロモビリティ事業者が車両残数や料金などのリアルタイム情報をJSON形式で公開するためのオープンデータ標準である。仕様は読み取り専用で、個人を特定し得る情報を含まない設計になっている。
主な特徴は次のとおり。  
- オープンかつ無償 — 事前認証を必要とせず、誰でも取得・再利用できる。
- リアルタイム志向 — 「現在時刻の状態」を伝えることに特化し、履歴データは対象外。
- モジュール構造 — 複数エンドポイントで構成され、必須／任意ファイルが明確に定義されている[2]。

2024年時点で45か国以上・数百のシステムが採用しており、主要な経路検索アプリや都市交通ダッシュボードの標準的データ源となっている。

## 歴史
- 2014年 — 米ミネアポリスのソフトウェアエンジニア Mitch Vars が概念実証を行い、最初のドラフトを公開[4]。
- 2015年10月 — 北米バイクシェア協会（NABSA）が Version 1.0 を正式リリース[5]。
- 2019年 — ガバナンスを非営利団体 MobilityData に委譲し、コミュニティ提案・投票制度を導入[6]。
- 2020年1月 — v2.0 公開。多言語対応とプライバシー強化を実施[7]。
- 2021年4月 — v2.2 公開。ドックレス車両（電動キックボード等）への公式対応を完了[8]。
- 2023年9月 — v3.0 リリース。マニフェストファイルの新設や opening_hours 追加など大幅刷新[9]。
- 2024年12月 — v3.1 Release Candidate 公開。ジオフェンス拡張とアクセシビリティ情報の細分化が主な変更点[10]。

## 実装状況
GBFSを公開しているサービスの一覧は、MobilityDataが管理するGitHubリポジトリのsystems.csvファイルで確認できる。このファイルには、世界各地のシェアサイクルおよびマイクロモビリティ事業者におけるGBFSの実装状況が記録されており、コミュニティによって継続的にメンテナンスされている。
GBFSは北米・欧州・アジア・オセアニアなど、幅広い地域のシェアモビリティ事業者に採用されており、都市交通データの標準化において重要な基盤となっている。2025年時点で、systems.csv には1,200を超える運営主体が登録されている。
主要な例としては次のとおり。
- Citi Bike（ニューヨーク市、米国） — 北米最大級のドック型シェアサイクル。
- Vélib’ Métropole（パリ、フランス） — 欧州最大規模の都市型シェアサイクル。
- Lime（世界各都市） — 電動キックボード・自転車混在型で、全地域のリアルタイム在庫を GBFS で公開。
- Nextbike（ベルリンほか、ドイツ／欧州各都市） — 複数都市に展開するドック型ネットワーク。
- スピン（Spin、米国各都市） — 電動キックボード事業者。
- HELLO CYCLING（日本） — 日本で初めて GBFS を全面公開したシェアサイクル事業者[12]。
- ドコモ・バイクシェア（日本） — 日本で初めて GBFS を公開したシェアサイクル事業者の１つ。東京都のGBFSデータを公開。翌年には、東京都以外のエリアもGBFS を API 経由で提供[12]。

## 採用状況
GBFSは2020年代に入り、世界的に広く採用されている。MobilityDataによれば、2024年時点で45か国以上、数百のシェアモビリティシステムがGBFSを利用している。  
またGoogleマップやCitymapperなどの経路検索アプリにおいても、リアルタイムな自転車やスクーターの利用可能情報の取得にGBFSが活用されている。  
さらに、Fluctuo社とMobilityDataが共同開発した「Canonical GBFS Validator」は、事業者が公開するフィードの品質を自動的に検証するツールとして提供されており、国際的な相互運用性を高めている。

## バージョン管理
GBFSは体系的なバージョン管理を実施している。開発プロセスでは、まずリリース候補版（Release Candidates）が公開され、十分な検証を経て正式版（Current Version）へと移行される。
過去のバージョンは以下の状態に分類される：
Supported（サポート対象） - バグ修正や脆弱性対応が行われるが、新機能の追加は行われない
Deprecated（非推奨） - パッチ提供が終了し、使用の中止が推奨される
バージョンはセマンティック バージョニングに準拠し、メジャーバージョンとマイナーバージョンに分類される。メジャーバージョンでは後方互換性を破る変更が含まれる場合があるが、マイナーバージョンでは既存の実装との互換性が保たれる。

## GBFS v3.0 JSONファイル一覧

### 概要
現在のバージョンである GBFS v3データセットは12個のJSONファイルで構成され、常に必須のもの、特定の条件下で必須のもの、任意のものがある。

### 必須ファイル (Required Files)

#### manifest.json
- 必須度: 必須
- 内容: 公開者によって生成される各GBFSデータセットの自動発見URLを一覧化
- 機能: 全てのGBFSフィードのエンドポイントをリストアップ

#### gbfs.json
- 必須度: 必須
- 内容: GBFSドキュメントのバージョンに従って公開されたすべてのフィードエンドポイントを一覧化
- 機能: 利用可能なすべてのGBFSフィードファイルのURL一覧

#### system_information.json
- 必須度: 必須
- 内容: システムオペレータ、システムの場所、実装年、URL、連絡先情報、タイムゾーンを含む詳細情報
- 機能: システムに関する基本的な静的情報

#### vehicle_types.json
- 必須度: 必須 (車両ベースのシステムの場合)
- 内容: システムオペレータがレンタル可能な車両の種類を説明
- 機能: 利用可能な車両タイプの仕様

### 条件付き必須ファイル (Conditionally Required Files)

#### station_information.json
- 必須度: 条件付き必須 (ステーション型システムの場合)
- 内容: ステーションの静的な情報（ID、名前、場所、容量など）
- 機能: ステーションベースのシステムにおける各ステーションの詳細情報

#### station_status.json
- 必須度: 条件付き必須 (ステーション型システムの場合)
- 内容: ステーションのリアルタイムステータス情報
- 機能: 各ステーションの利用可能台数、稼働状況などのリアルタイム情報

#### vehicle_status.json
- 必須度: 条件付き必須 (車両ベースのシステムの場合)
- 内容: 車両のリアルタイムステータス情報
- 機能: 各車両の現在位置、利用可能性、バッテリー状態などの情報

### 任意ファイル (Optional Files)

#### system_alerts.json
- 必須度: 任意
- 内容: サービス中断の告知（使用不可ステーションや一時的な閉鎖を含む）
- 機能: システムアラートとメンテナンス情報

#### system_regions.json
- 必須度: 任意
- 内容: システムが運用される地理的領域の定義
- 機能: サービスエリアの地理的境界

#### system_pricing_plans.json
- 必須度: 任意
- 内容: 料金プランの詳細情報
- 機能: 利用料金体系の定義

#### system_hours.json
- 必須度: 任意
- 内容: システムまたはステーションの営業時間
- 機能: v3.0からはOpen Street Mapのopening_hours形式を使用

#### system_calendar.json
- 必須度: 任意
- 内容: システムの営業カレンダー
- 機能: 営業日、休業日、特別営業時間の定義

### 重要な注意事項
必須ファイルは適切にフォーマットされたJSONファイルを返す必要がある。任意ファイルは404エラーを返してもよい。
すべてのファイルでversionフィールドによりGBFS仕様のバージョンが宣言される。
この構造は、リアルタイム情報（station_status.json、vehicle_status.json）と静的情報（system_information.json、station_information.json、vehicle_types.json）を分離するよう設計されている。

### データ構造の特徴
- リアルタイム vs 静的データ: 頻繁に変更される情報とそうでない情報を分離し、キャッシュ期間を最適化可能
- 自動発見: manifest.jsonによるエンドポイント自動発見機能
- フレキシブルな実装: システムタイプに応じて必要なファイルのみ実装可能

## 関連規格
GBFS はモビリティ分野で利用されるオープンデータ仕様群の一つであり、相互運用性を高めるために以下の規格と組み合わせて利用されることが多い。
- GTFS / GTFS Realtime — 公共交通機関の時刻表・運行状況を表すオープン標準[17]。
- Mobility Data Specification (MDS) — 都市と事業者間で車両単位の運行情報や規制情報を交換する仕様[18]。
- TOMP-API — MaaS 事業者と交通オペレーター間で予約・決済などをやり取りする API 仕様[19]。
- DATEX II — 欧州で道路交通情報の交換に用いられる XML モデル。リアルタイム交通規制や道路工事情報などを扱う[20]。